# Iraklis BC
Iraklis BC (grekiska: Γυμναστικός Σύλλογος Ηρακλής Κ.Α.Ε., grekiskt uttal: [iɾa'klis]) är ett grekiskt professionellt basketlag inom multisportklubben GS Iraklis från Thessaloniki. Klubben fick sitt namn efter Herakles (eller Hercules), den mytiska grekiska demigoden. Iraklis basketlag grundades 1924. Iraklis spelar för närvarande i den högsta basketbollserien Greek Basket League.
Lagets färger är blå och vita. Iraklis vann det grekiska nationella mästerskapet 1928 och 1935 och har också nått cupfinalen tre gånger.
Flera internationella landslagsspelare har spelat för klubben, däribland: Dimitris Diamantidis, Lazaros Papadopoulos, Sofoklis Schortsanitis, Nikos Chatzivrettas, Lefteris Kakiousis, Jure Zdovc och Vasily Karasev, liksom NBA-stjärnor som Roy Tarpley, Xavier McDaniel och James Donaldson.

## Historia
Iraklis klubb grundades 1908 och innehöll initialt fotboll. Iraklis basketlag grundades 1924.
Iraklis nådde semifinalen i FIBA European Cup 1994–95, där de tävlade mot Taugrés. Iraklis vann den första matchen 79–78, men förlorade de två nästa matcherna, för att elimineras 2–1 i en bäst av tre serier.  1996 nådde Iraklis under ledning av tidigare NBA-spelarna Xavier McDaniel och Roy Tarpley den Grekiska cupfinalen. Genom att slå Apollon Patras i semifinalen nådde Iraklis finalen, där den sedan förlorade 85–74 till Panathinaikos.
Iraklis har också två gånger tävlat i Europas bästa kontinentaltävlingar. Klubben spelade i den europeiska mästerskapen i toppnivå under säsongen 1995–96 och tävlade också i FIBA SuproLeague under säsongen 2000–01.
2006 flyttades Iraklis BC ner till den grekiska A2 Basketligan, efter att ha hamnat på 13:e plats i den högsta basketbollserien (Greek Basket League).
2010, efter fyra säsonger i den grekiska A2 Basketligan, flyttades laget tillbaka upp till den högsta basketbollserien. Efter en säsong på den grekiska toppligan, flyttades ner Iraklis igen till A2 Basketligan, och spelade där fram till säsongen 2018–2019.
Under säsongen 2018–19 vann Iraklis uppspelningsspelet i den grekiska A2 Basketligan och gick vidare till högsta basketbollserien, för första gången på åtta år.
Under säsongen 2019–20 deltog Iraklis i den grekiska toppligan. Säsongen startades i oktober 2019 och var planerad att avslutas i juni 2020. På grund av coronaviruspandemin avslutades dock mästerskapet tidigare. Iraklis tog 7:e platsen med 29 poäng, med 9 segrar och 11 förluster i totalt 20 matcher.

## Hemmaarena
Iraklis spelar sina hemmamatcher i Ivanofeio Sports Arena, en arena med en sittplatsskapacitet på 2500. Arenan öppnades 1987 och den utvidgades till dess nuvarande kapacitet 1991. Ivanofeio ligger i Thessaloniki centrum och ägs av GS Iraklis multisportklubb.

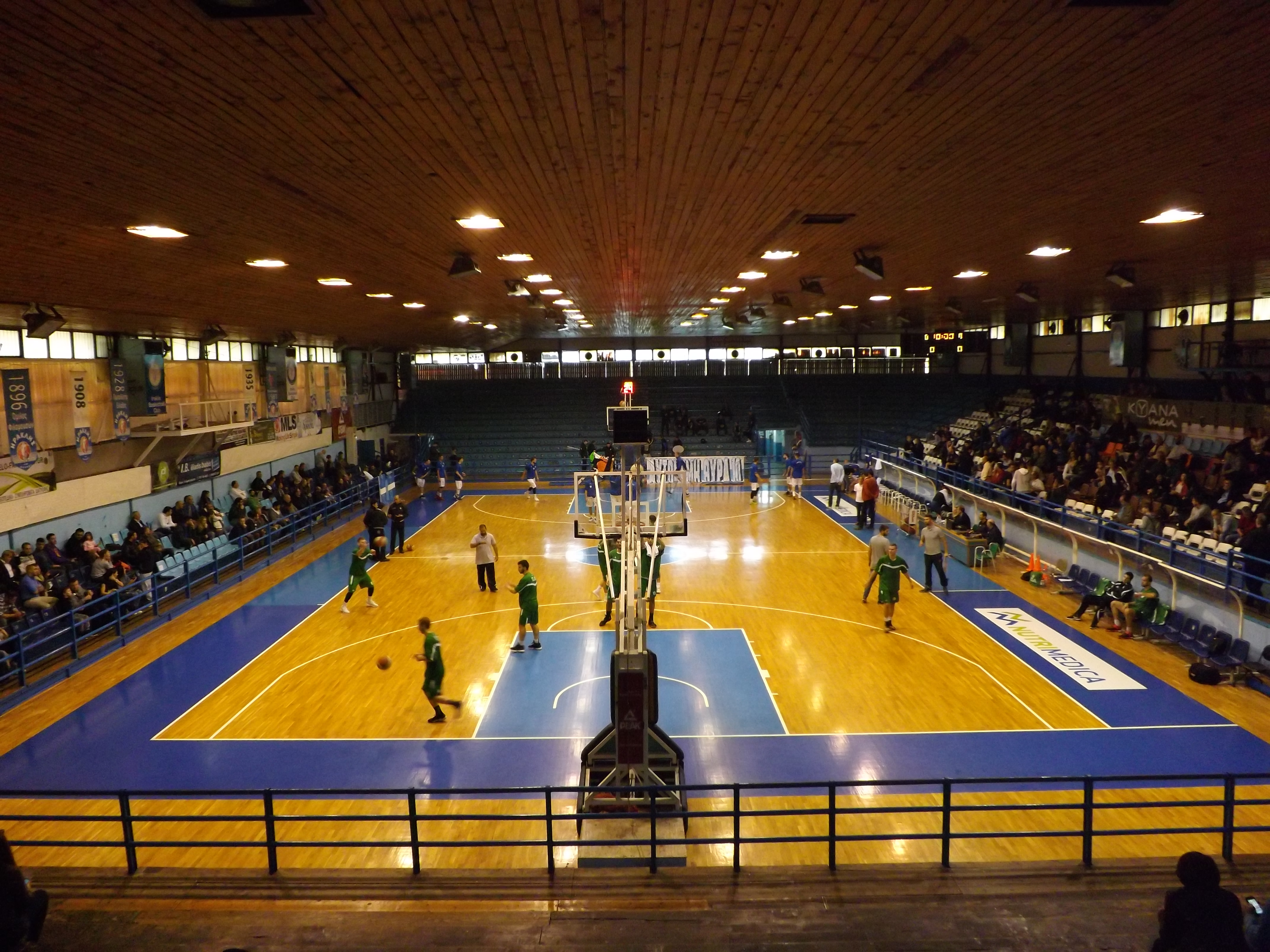
Ivanofeio Sports Arena.

## Supportrar
Den mest framstående supportrarnas klubb för laget är Aftonomi Thira 10 (som betyder Autonomous Gate 10), en fanklubb med totalt 15 filialer i norra Grekland. Fanklubben är känd för att ha en antirasistisk hållning eftersom den deltar i Ultras Antiracist Festival. Andra aktiviteter i fanklubben inkluderar publicering av en tidning och genomförandet av en årlig festival. Andra mindre supportrarnas klubbar är SFISE, Blue Boys, APATSI och Iraklis Fan Club i Aten.
I en opinionsundersökning 2013 rankades Iraklis som den 6:e mest populära basketklubben i Grekland och samlade 2,8 procent av de deltagande supportrarnas röster.

## Spelartrupp

### Säsong 2019-2020
| Nr | Namn                  | Position | Längd | Född | Nationalitet   |
| -- | --------------------- | -------- | ----- | ---- | -------------- |
| 1  | Sotirios Manolopoulos | PF       | 2.08  | 1987 | Grekland       |
| 5  | Teddy Okereafor       | PG       | 1.93  | 1992 | Storbritannien |
| 6  | Vassilis Kavvadas     | C        | 2.06  | 1991 | Grekland       |
| 7  | Jamal Shuler          | SG       | 1.91  | 1986 | USA            |
| 9  | Alex Davis            | PF/C     | 2.06  | 1992 | USA            |
| 10 | Giorgos Filios        | SG       | 1.97  | 2002 | Grekland       |
| 11 | Kostas Kakaroudis     | PF       | 2.04  | 1983 | Grekland       |
| 13 | Theodoros Zaras       | SG/SF    | 1.97  | 1987 | Grekland       |
| 15 | Dimitris Klaitzidis   | PG/SG    | 1.98  | 1985 | Grekland       |
| 17 | Fotis Georgalas       | PF       | 2.03  | 2001 | Grekland       |
| 21 | Olivier Hanlan        | PG       | 1.93  | 1993 | Kanada         |
| 31 | Darius Garrett        | PF/C     | 2.06  | 1990 | USA            |
| 32 | Lenzelle Smith        | SG/SF    | 1.96  | 1991 | USA            |
| 4  | Milenko Tepić         | SG/SF    | 2.02  | 1987 | Serbien        |
| 44 | Jimmy Gavin           | PG       | 1.91  | 1991 | USA            |
| 3  | Andrew (AJ) Ogilvy    | C        | 2.11  | 1988 | Australien     |

### Säsong 2020-2021
| Nr | Namn               | Position | Längd | Född | Nationalitet   |
| -- | ------------------ | -------- | ----- | ---- | -------------- |
| 0  | Brandon Childress  | PG       | 1.83  | 1987 | USA            |
| 2  | Scott Suggs        | SF       | 1.98  | 1989 | Storbritannien |
| 5  | Stavros Schizas    | SG/SF    | 1.96  | 1989 | Grekland       |
| 6  | Vassilis Kavvadas  | C        | 2.06  | 1991 | Grekland       |
| 7  | Fotis Georgalas    | PF/C     | 2.03  | 2001 | Grekland       |
| 9  | Michalis Tsairelis | PF/C     | 2.08  | 1988 | Grekland       |
| 10 | Giorgos Filios     | SG       | 1.97  | 2002 | Grekland       |
| 12 | Skyler Bowlin      | PG       | 1.92  | 1989 | USA            |
| 13 | Mike Moore         | PF       | 2.03  | 1994 | USA            |
| 16 | Dimitris Verginis  | PG/SG    | 1.91  | 1987 | Grekland       |
| 17 | Giorgos Petanidis  | G        | 21.99 | 2003 | Grekland       |
| 19 | Ed Daniel          | PF/C     | 2.01  | 1990 | USA            |
| 21 | Olivier Hanlan     | PG/SG    | 1.93  | 1993 | Kanada         |
| 24 | Giorgos Giouzelis  | PF       | 2.04  | 1995 | Grekland       |
| 25 | Will Hatcher       | PG/SG    | 1.88  | 1984 | USA            |

## Tidigare spelare och ledare
| Nationalitet         | Namn                       | Spelår                          |
| -------------------- | -------------------------- | ------------------------------- |
| USA                  | David Ancrum               | 1987-1992                       |
| Grekland             | Vangelis Angelou           | 1995-1996                       |
| USA                  | Walter Berry               | 1994-1995                       |
| USA · Bulgarien      | Roderick Blakney           | 2001-2002                       |
| USA                  | Steve Burtt Sr.            | 1995                            |
| Storbritannien       | Steve Bucknall             | 1996-1998                       |
| Grekland             | Nikos Chatzivrettas        | 1997-2002                       |
| Grekland             | Dimitris Diamantidis       | 1999-2004                       |
| USA                  | Byron Dinkins              | 1998-2000                       |
| Storbritannien · USA | James Donaldson            | 1993-1994                       |
| USA · Belgien        | Justin Hamilton            | 2004-2005                       |
| Grekland             | Savvas Iliadis             | 2002-2005, 2011                 |
| USA                  | Buck Johnson               | 1998-2000                       |
| Grekland             | Lefteris Kakiousis         | 1987-1997, 2004-2005, 2009-2010 |
| Grekland             | Georgios Karagkoutis       | 2000-2002                       |
| Ryssland             | Vasily Karasev             | 2000-2001                       |
| Grekland             | Takis Karatzoulidis        | 1971-1985                       |
| Grekland             | Manthos Katsoulis          | 1990-1993                       |
| USA                  | Xavier McDaniel            | 1995-1996                       |
| USA                  | Erik Meek                  | 1996-1997, 2001-2002            |
| Grekland · Serbien   | Igor Milošević             | 2003-2005                       |
| USA                  | Roy Tarpley                | 1996                            |
| Slovenien            | Jure Zdovc                 | 1993-1996                       |
| Grekland             | Aristeidis Moumoglou       |                                 |
| Grekland             | Dimitris Papadopoulos      | 1985-1994, 1996-1997            |
| Grekland             | Sotiris Sakellariou        |                                 |
| Grekland             | Sofoklis Schortsanitis     | 2000-2003                       |
| Grekland             | Nikos Stavropoulos         | 1992-1993                       |
| Grekland             | Lazaros Papadopoulos       | 1996-2001, 2003-2004            |
| Grekland             | Christos Tsekos            | 1986-1992                       |
| Grekland · Serbien   | Vladimir Petrović-Stergiou | 2009-2011                       |

Greek internationals of Iraklis
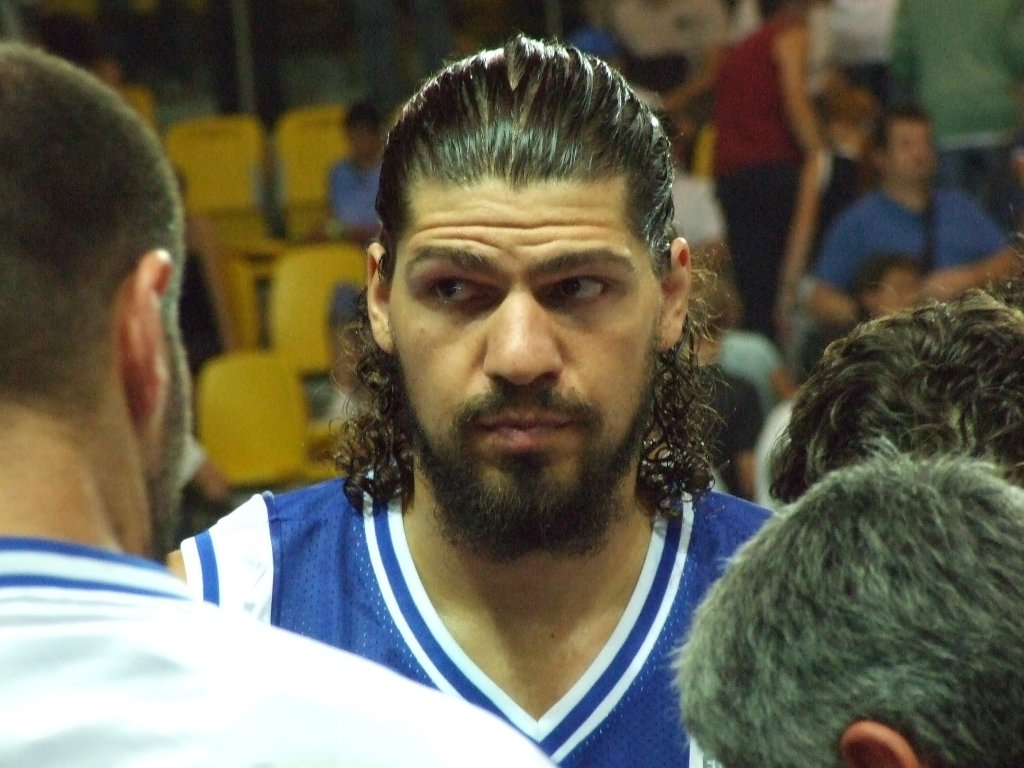
Lazaros Papadopoulos spelade sex säsonger med Iraklis, 1996–2001 och 2003–2004.
Sofoklis Schortsanitis spelade med Iraklis från 2000 till 2003.
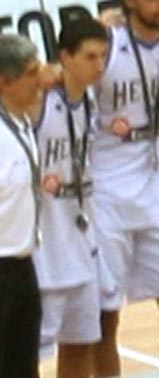
Dimitris Diamantidis spelade med Iraklis från 1999 till 2004.

## Tidigare huvudtränare
| Name                      | Nationality          | From     | To       | Honors                                |
| ------------------------- | -------------------- | -------- | -------- | ------------------------------------- |
| Makis Piritidis           | Grekland             | 1979     | 1980     |                                       |
| Efthimis Kioumourtzoglou  | Grekland             | 1980     | 1981     | 1 Greek Cup Finalist 1981             |
| Michalis Giannouzakos     | Grekland             | 1987     | 1987     |                                       |
| Soulis Markopoulos        | Grekland             | 1987     | 1990     |                                       |
| Steve Giatzoglou          | Grekland · USA       | 1990     | 1992     | 1 Greek Cup Finalist 1996             |
| Theodoros Rodopoulos      | Grekland             | 1992     | 1992     |                                       |
| Ciko Awerbuck             | USA                  | 1992     | 1992     |                                       |
| Johnny Neumann            | USA                  | 1993     | 1993     |                                       |
| Dragan Šakota             | Serbien · Grekland   | 1993     | 1994     | 1 Greek Cup Finalist 1994             |
| Slobodan Subotić          | Slovenien · Grekland | 1994     | 1996     |                                       |
| Tom Newell                | USA                  | 1996     | 1996     |                                       |
| Steve Giatzoglou          | Grekland · USA       | 1996     | 1997     |                                       |
| Zoran Slavnić             | Serbien              | 1997     | 1997     |                                       |
| Vangelis Alexandris       | Grekland             | 1997     | 1998     |                                       |
| Dragan Šakota             | Serbien · Grekland   | 1998     | 2000     |                                       |
| Makis Dendrinos           | Grekland             | 2000     | 2000     |                                       |
| Lefteris Kakiousis        | Grekland             | 2004     | 2005     |                                       |
| Jure Zdovc                | Slovenien            | 2006     | 2006     |                                       |
| Lefteris Kakiousis        | Grekland             | 2009     | 2010     | gick upp till högsta Basketbollserien |
| Darko Russo               | Serbien              | 11/ 2010 | 01/ 2011 |                                       |
| Giorgos Kalafatakis       | Grekland             | 01/ 2011 | 02/ 2011 |                                       |
| Chris Hougaz              | Grekland             | 02/ 2011 | 09/ 2011 |                                       |
| Makis Kalantaridis        | Grekland             | 09/ 2011 | 10/ 2011 |                                       |
| Thodoris Albanis          | Grekland             | 10/ 2011 | 03/ 2012 |                                       |
| Antonis Kyritsis          | Grekland             | 03/ 2012 | 05/ 2012 |                                       |
| Dimitris Vatos            | Grekland             | 05/ 2012 | 07/ 2012 |                                       |
| Thomas Kostopoulos        | Grekland             | 07/ 2012 | 07/ 2013 |                                       |
| Dimitris Tsolakis         | Grekland             | 07/ 2013 | 09/ 2013 |                                       |
| Stefanos Perkos           | Grekland             | 09/ 2013 | 04/ 2014 |                                       |
| Giorgos Kyroudis          | Grekland             | 04/ 2014 | 11/ 2014 |                                       |
| Giannis Damalis           | Grekland             | 11/ 2014 | 03/ 2015 |                                       |
| Stefanos Perkos           | Grekland             | 03/ 2015 | 10/ 2015 |                                       |
| Vangelis Alexandris       | Grekland             | 10/ 2015 | 01/ 2018 |                                       |
| Lefteris Chatzikyriakidis | Grekland             | 01/ 2018 | 10/ 2018 |                                       |
| Kostas Mexas              | Grekland             | 10/ 2018 | 07/ 2019 | gick upp till högsta Basketbollserien |
| Giannis Kastritis         | Grekland             | 07/ 2019 | 07/2020  |                                       |
| Vangelis Ziagkos          | Grekland             | 07/ 2020 | 12/2020  |                                       |

## Internationellt
- FIBA Saporta Cup
Semifinalister (2): 1994–95, 1996–97

## Nationellt

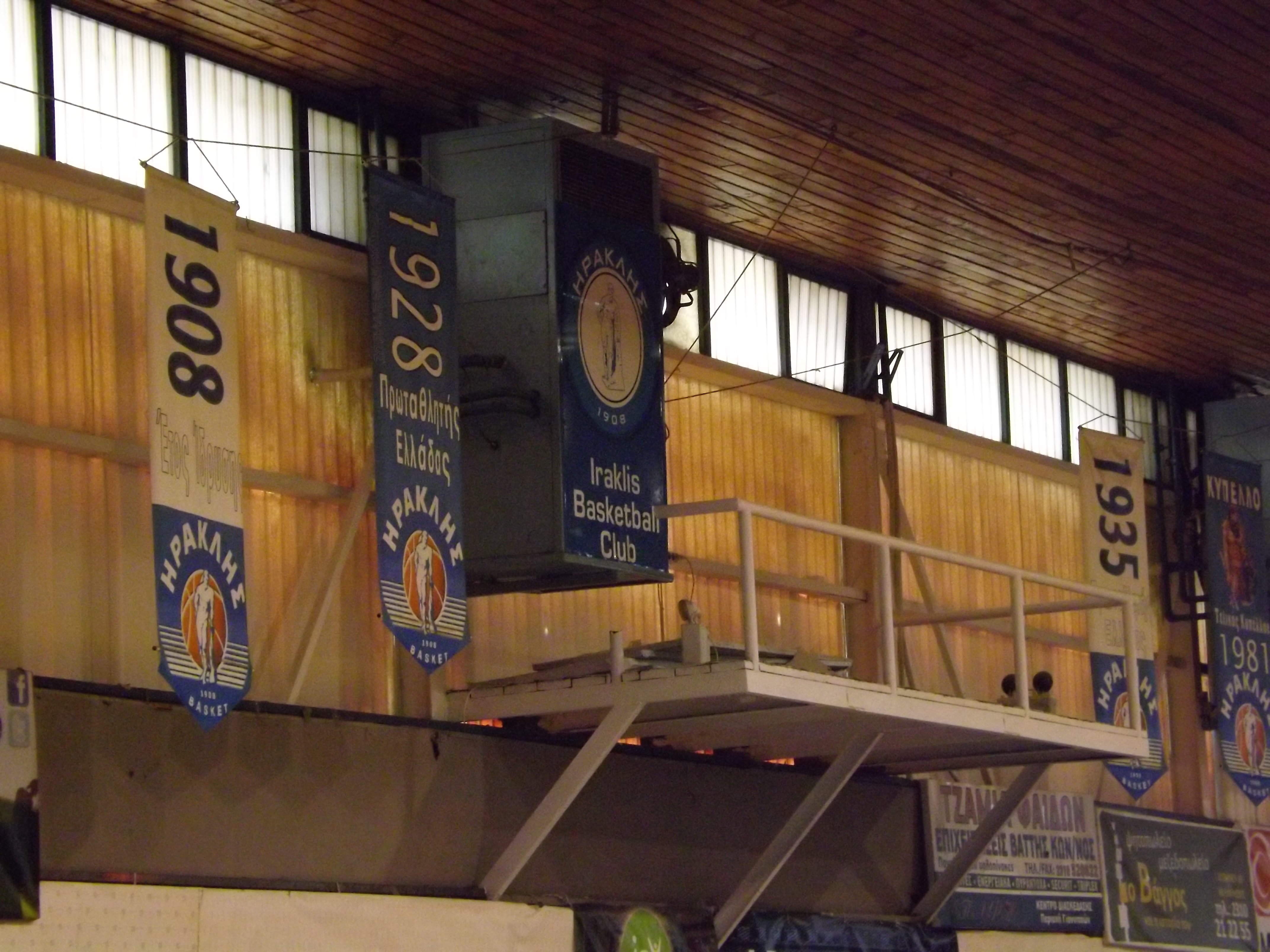
Iraklis vann det inledande grekiska mästerskapet 1928 och vann det igen, 1935.

- Grekiska Basketligan (A1)
Vinnare (2) : 1927–28, 1934–35
Andraplats (3): 1935–36, 1961–62, 1963–64
- Grekisk Cup
Andraplats (3): 1980–81, 1993–94, 1995–96
- Grekisk andra division (A2)
Vinnare (2) : 1974–75, 1977–78

## Tidningspress
- Blue Arena
- Iraklis1908
- Iraklis Press24